# Guaviare
Guaviare – departament Kolumbii. Leży w środkowo-południowej części kraju. Stolicą departamentu Guaviare jest miasto San José del Guaviare.

## Gminy
1. Calamar
2. El Retorno
3. Miraflores
4. San José del Guaviare